# Aglaophamus virginis
Aglaophamus virginis är en ringmaskart som först beskrevs av Johan Gustaf Hjalmar Kinberg 1865.  Aglaophamus virginis ingår i släktet Aglaophamus och familjen Nephtyidae.
Artens utbredningsområde är havet kring Nya Zeeland. Inga underarter finns listade i Catalogue of Life.